# Slivnica (dopływ Chotiny)
Slivnica – potok w południowo-zachodniej Słowacji w dorzeczu Nitry, prawobrzeżny dopływ Chotiny. Górny tok w Górach Inowieckich, dolny na obszarze Pogórza Naddunajskiego (słow. Podunajská pahorkatina), a konkretnie jego części zwanej Nitrianska pahorkatina. Płynie w granicach powiatu Topolczany.
Źródła na wysokości ok. 500 (lub 530) m n.p.m., na północno-wschodnich stokach góry Smutný vŕšok (603 m n.p.m.), w grupie Niskiego Inowca. Spływa początkowo w kierunku wschodnim, a następnie południowo-wschodnim dość głęboką doliną, przyjmując szereg drobnych dopływów (Slivničná dolina). Na wysokości miejscowości Podhradie opuszcza góry, wpływając na teren Pogórza Naddunajskiego. Dolina potoku staje się płytka, o niskim spadku, a sam ciek zupełnie pozbawiony dopływów. Potok płynie przez wsie Závada, Velušovce, a następnie zachodnim skrajem wsi Jacovce, w Tovarníkach, na wysokości 186 m n.p.m., ujść do Chotiny.
Ciek w dolnym biegu w dużej części uregulowany. Na obszarze górskim dolina w większości zalesiona, jedynie wyżej, pod samym Smutným vŕškom, ciąg polan z rozrzuconą zabudową rekreacyjną. Niżej dolina zajęta przez pola uprawne (m.in. uprawa chmielu) i pastwiska.